# الفطحة
الفطحة قرية تقع في منطقة عسير بالمملكة العربية السعودية، تتبع لمحافظة بيشة ، تقطنها قبيلة آل الصماء بلحارث ، تقع على ضفاف وادي ترج الكبير.

## الزراعة
تشتهر بزراعة النخيل، ولكونها على ضفاف وادي كبير فالمياه السطحية العذبة متوفرة بشكل يساعد على زراعة النخيل.

## المناخ
```
جو الفطحة معتدل نسبيا الحرارة والجفاف في الصفاف، أو البرودة والمطر شتاء.
[
3
]
```

عدد السكان تقريبا 500 نسمة.
يوجد بها 3 مساجد وجامع كبير نسبيا. يوجد بها تموينات غذائية ومحل غاز.
يوجد بها مدرسة ابتدائية بنين ومدرسة ابتدائية بنات.